# كلوديا روماني
كلوديا روماني (بالإيطالية: Claudia Romani)‏ (ولدت في 14 أبريل 1982 في لاكويلا، إيطاليا) عارضة أزياء إيطالية، ظهرت على أغلفة مجلات مثل جي كيو, و مجلة مكسيم، وفي عام 2006 تم التصويت عليها من ضمن 100 امرأة أكثر جاذبية في العالم من قبل مجلة إف إتش إم الدنمارك. منذ عام 2010، ومقرها في ميامي، فلوريدا، كممثلة، عرفت بظهورها في إستا نوش تو نايت مع فيليبي فييل (2013)، سكريت ستوري (2007) و نيست سكريدت (2007).

## روابط خارجية
- الموقع الرسمي
- كلوديا روماني على موقع IMDb (الإنجليزية)
- كلوديا روماني على موقع قاعدة بيانات الفيلم (الإنجليزية)
- ClaudiaRomaniعلى تويتر.
- Claudia Romani  على فيسبوك.